# Gorizia e Gradisca
O Condado Principesco de Gorizia e Gradisca (em alemão:  Gefürstete Grafschaft Görz und Gradisca; em italiano:  Principesca Contea di Gorizia e Gradisca; em esloveno:  Poknežena grofija Goriška in Gradiščanska) era uma Terra da Coroa da Dinastia de Habsburgo no litoral austríaco no mar Adriático, e que hoje, é uma área de fronteira multilíngüe da Itália e da Eslovênia. Foi nomeado em decorrência dos seus dois principais centros urbanos, Gorizia e Gradisca . 

## Geografia

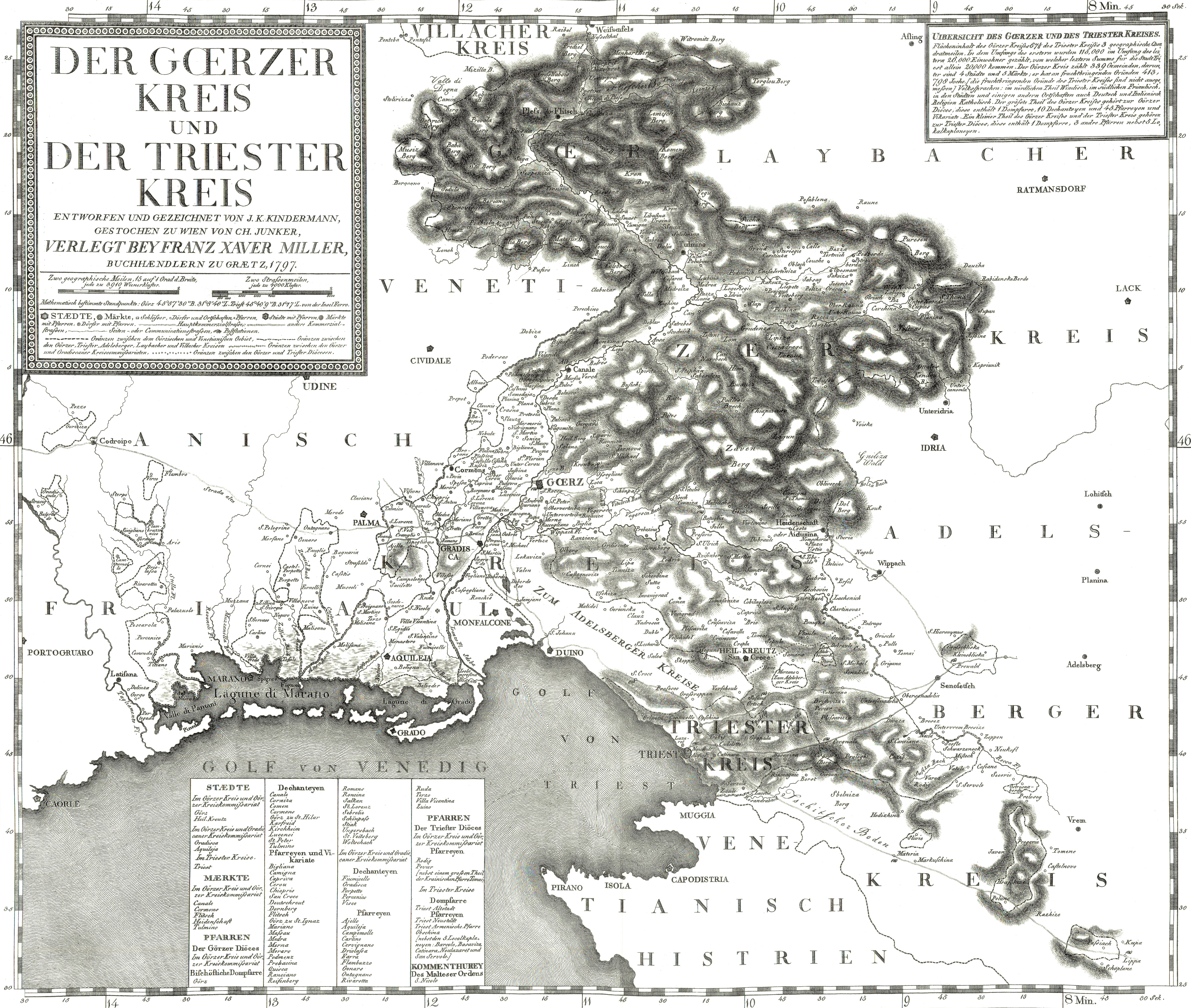
Mapa do século XVIII dos distritos austríacos de Gorizia e Trieste

O principado estendia-se ao longo do rio rio Isonzo desde sua nascente no Monte Jalovec, nos Alpes Julianos, até o golfo de Trieste, perto de Monfalcone. No noroeste, o passo Predil levou ao ducado da Caríntia, e no nordeste dos monter Mangart, Razor e Triglav marcavam a fronteira com o Ducado da Carníola (Alta Carníola). 
No oeste, os montes Kanin e Matajur ficavam na fronteira com o Friul, região que até 1797 (pelo Tratado de Campoformio) fazia parte da República de Veneza, e a partir de 1815 passou a pertencer ao Reino Lombardo-Vêneto e finalmente passou para o restabelecido Reino da Itália em 1866. Ao sul, a província fazia fronteira com o território da Cidade Livre Imperial de Trieste e a Margraviato da Ístria . 

## História

### Província do Império Habsburgo
O condado medieval de Gorizia havia sido adquirido pelos Habsburgos em 1500, quando o último conde de Meinhardiner Leonhard morreu sem herdeiro. A soberania dos Habsburgos foi interrompida brevemente pelos venezianos entre 1508-1509, e após 1509 o condado da Gorizia finalmente foi incorporado aos territórios austríacos da Monarquia dos Habsburgos . Em 1647, o imperador Ferdinand III tornou a cidade de Gradisca e da Gorizia um condado dos descendentes do príncipe Hans Ulrich von Eggenberg . Em 1754, quando ocorreu a extinção da Casa Principesca de Eggenberg, a cidade Gradisca foi unificada com cidade de Gorizia, criando o Condado de Gorizia e Gradisca (Grafschaft Görz und Gradisca em alemão; Contea di Gorizia e Gradisca em italiano). 
Durante as guerras napoleônicas, o Condado de Gorizia e Gradisca caiu sob o domínio do Primeiro Império Francês. Em 1805, todos os seus territórios na margem direita do rio Isonzo (incluindo a cidade de Gradisca e os subúrbios mais a oeste de Gorizia) foram designados para o Reino Napoleônico da Itália. Porém a maior parte de seu território permaneceu no Império Austríaco até 1809, quando foi incorporado às províncias da Ilíria sob domínio direto do Império Francês. 
O domínio austríaco foi restaurado em 1813, com a queda do Império Napoleônico. O Condado foi restabelecido em suas antigas fronteiras, incluindo os antigos enclaves de Monfalcone e Grado, que estavam sob controle veneziano antes de 1797. No entanto, em 1816, o Condado de Gorizia e Gradisca foi combinado com os ducados de Carniola e Caríntia, a Cidade Livre Imperial de Trieste e o Margraviato de Ístria e suas ilhas associadas (Cres, Krk, Lošinj e numerosas ilhas menores) para formar uma unidade administrativa mais ampla chamada de o Reino da Ilíria, com a capital em Laibach . Em 1849, o Reino da Ilíria foi dissolvido e o Litoral Austríaco foi formado, compreendendo o Condado de Gorizia e Gradisca, a Cidade Livre Imperial de Trieste e o Margraviato da Ístria. Em 1861, o território do condado ganhou autonomia como o Condado principesco de Gorizia e Gradisca (Gefürstete Grafschaft Görz und Gradisca ; Principesca Contea di Gorizia e Gradisca  ; Poknežena grofija Goriška in Gradiščanska  ), uma terra da coroa da Áustria-Hungria . O principado possuía seu próprio parlamento provincial e desfrutava de um alto grau de autogoverno, embora estivesse formalmente sujeito a um governador imperial (Landeshauptmann) com sede em Trieste, que supervisionou todo o território do litoral austríaco. 
Em 1915, a Itália entrou na Primeira Guerra Mundial contra o Império Austro-Húngaro. A parte ocidental do principado foi devastada pelas batalhas de Isonzo, travadas entre os dois exércitos. Em agosto de 1916, a cidade de Gorizia foi ocupada por tropas italianas pela primeira vez em sua história, mas em novembro de 1917 o Exército Austro-Húngaro removeu as forças italianas na Batalha de Caporetto. Um grande número da população foi alojada em campos civis na Áustria-Hungria e na Itália, enquanto quase metade do território da província estava em ruínas. 
Na primavera de 1918, dois movimentos políticos de massa surgiram no principado, exigindo maior autonomia dentro de uma monarquia federalizada de Habsburgo. Os eslovenos exigiram a união com outros povos eslavos do sul para um estado iugoslavo soberano, enquanto os friulanos exigiram autonomia especial para a parte ocidental da região, onde eram a maioria. Os dois movimentos não entraram em conflito, porque não ocupavam os mesmos territórios. A única questão aonde não houve acordo foi a cidade de Gorizia, reivindicada pelos eslovenos e pelos friulanos. Também houve um movimento secreto, conhecido como Italia irredenta (Itália não redimida), exigiu a unificação de Gorizia com a Itália. Com a dissolução da Áustria-Hungria no final de outubro de 1918, seguiu um curto período intermediário, no qual nenhum movimento foi capaz de estabelecer sua autoridade. Em novembro de 1918, todo o território do condado foi ocupado pelos militares italianos, que suprimiram todos os movimentos políticos que contestavam suas reivindicações na região. 

### Região fronteiriça da Itália
Em novembro de 1918, o principado foi oficialmente abolido e incorporado na região administrativa provisória de Veneza Júlia . Com os tratados de Rapallo e Saint Germain-en-Laye de 1920, todo o território do condado tornou-se parte integrante do Reino da Itália. A antiga política de Habsburgo, que favorecia as autonomias locais, foi substituída por um estrito centralismo. Foi estabelecida a província de Gorizia, que possuía muita pouca autônomia em comparação com o antigo principado. As fronteiras da nova província também foram parcialmente alteradas. A nova província incluiu algumas áreas do antigo Ducado Austríaco de Carniola que foi designada para a Itália pelo Tratado de Paz (os distritos de Idrija, Vipava e Šturje). Por outro lado, a maior parte do território da região cárstica, pertencente ao principado de Gorizia e Gradisca, foi incorporada na província de Trieste, enquanto o distrito de Cervignano foi incluído na província de Údine. 
Em 1924, a província de Gorizia foi abolida e o seu território incorporado à província do Friul, cuja capital era Údine, houve apenas a exceção do distrito administrativo de Monfalcone e da cidade de Grado que se tornAram parte da província de Trieste. Em 1927, a província de Gorizia foi recriada com aproximadamente o mesmo território, com exceção do distrito de Cervignano del Friuli, que permaneceu com a província de Údine, e a área de Monfalcone e Grado que permaneceram parte da província de Trieste. Com o estabelecimento do regime fascista, uma violenta italianização da área começou. Essa política foi realizada em três etapas: primeiro, toda a administração pública era italiana, com o esloveno e o alemão perdendo o status anterior de línguas oficiais; segundo, toda a educação (pública e privada) era italiana; terceiro, toda a presença visual de línguas eslovena e alemã em público eram proibidas. Esta proibição incluía a mudança de nomes de aldeias, a proibição de usar um idioma que não o italiano em público, a proibição de dar nomes eslavos as crianças, mudanças forçadas dos sobrenomes eslovenos etc. Essa política foi acompanhada de perseguições e intimidações políticas. Em 1927, todas as organizações eslovenas foram proibidas, incluindo todos os meios de comunicação, editoras, associações culturais e empresas financeiras e econômicas pertencentes a organizações eslovenas. Apenas uma editora, a Sociedade Católica Hermagoras, teve permissão para publicar livros em língua eslovena, embora apenas literatura religiosa. A maioria dos intelectuais eslovenos e profissionais livres foi forçada a deixar a região, muitos deles se estabeleceram no Reino da Iugoslávia ou emigraram para a Argentina . 
Entre 1927 e 1943, a Província de Gorizia era uma entidade territorial administrativa do regime fascista, governada por um prefeito designado pelo governo e pela hierarquia fascista local. Toda a autonomia municipal foi abolida e o podestà, nomeado pelo prefeito, substituiu os prefeitos eleitos. Toda a atividade política legal fora do regime tornou-se impossível e a maioria das instituições da sociedade civil de origem eslovena foram desmanteladas. 
Em 1927, a primeira organização militante antifascista, conhecida como TIGR, foi estabelecida. A organização, fundada por eslovenos locais (principalmente jovens de orientação liberal, nacionalista e social-democrata ), realizou vários ataques ao pessoal militar e administrativo italiano, o que exacerbou ainda mais as perseguições na região. Várias figuras culturais e políticas da Eslovênia foram presas, exiladas ou mortas. 

### Segunda Guerra Mundial e divisão pós-guerra

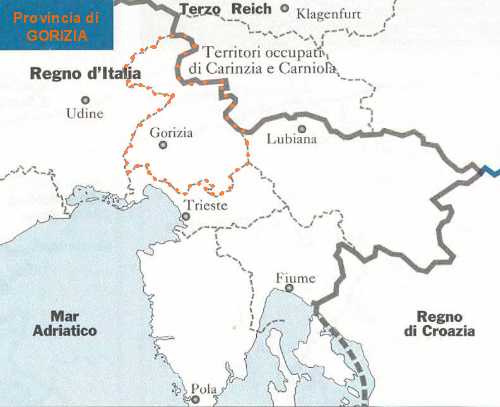
A província de Gorizia na costa do Adriático da zona operacional (1943-1945)

Em 1941, com a invasão da Iugoslávia pelo Eixo, a situação das minorias étnicas tornou-se  ainda pior. Em 1942, a resistência iugoslava penetrou na região a partir da província de Liubliana e ocorreram vários confrontos importantes entre a resistência e os militares italianos. Após o armistício italiano em setembro de 1943, a Alemanha nazista ocupou a região, incorporando-a na Costa Adriática da Zona Operacional, liderada pelo Gauleiter Friedrich Rainer . 
Em setembro de 1943, grande parte da região foi infiltrada pelos comunistas da Frente de Libertação do povo esloveno, que estabeleceu várias bases importantes na área, incluindo o famoso Hospital Partisan Franja . As brigas entre a resistência liderada pelos comunistas e os nazistas eram frequentes. Logo, as autoridades alemãs adotaram uma abordagem pragmática em relação à população eslovena local: os nazistas permitiram o uso público da língua eslovena novamente e  autorizaram a formação de uma milícia colaboracionista anticomunista chamada de Guarda Doméstica Eslovena que tinham algumas unidades na área, apesar de terem pouco sucesso em recrutar os habitantes locais. Ao mesmo tempo, assassinatos de motivações politicas foram realizados pelas células comunistas dentro do movimento de resistência. Entre as vítimas, havia vários padres católicos romanos e antifascistas que se opunham à ideologia comunista. 
Após o fim da Segunda Guerra Mundial, em 1945, quase toda a região foi libertada dos nazistas pelo Exército Popular Iugoslavo, mas o exército foi forçado a se retirar da parte ocidental província. Mas, antes da retirada, período que durou quarenta dias de ocupação iugoslava, milhares de italianos foram presos pelas autoridades comunistas; a maioria dos italianos foi libertada, mas centenas morreram nos massacres das foibas. 
Entre 1945 e 1947 as regiões de Gorizia e de Gradisca foram disputadas entre a Itália e a República Socialista Federal da Iugoslávia, a região estava dividida pela chamada Linha Morgan. O território a oeste da linha (incluindo todo o vale de Soča, o vale inferior de Vipava e a maior parte do planalto de Karst) estava ocupado por forças britânicas e norte-americanas, enquanto o território a leste permaneceu sob administração militar iugoslava. Em setembro de 1947, a região foi finalmente dividida entre os dois países: a Iugoslávia ocupou a maior parte do território rural da parte oriental, enquanto todas as planícies ocidentais e o centro urbano de Gorizia foram deixados para a Itália. Uma pequena parte da região cársica entre Trieste e Duino foi incorporada na Zona A do Território Livre de Trieste, administrado pelos Aliados (que só se tornou parte da Itália em 1954). 
As cidades de Gorizia e de Gradisca deixaram de existir como uma região histórica unificada. Sua porção iugoslava tornou-se parte integrante da República Socialista da Eslovênia: a maior parte de seu território foi incluída na região de Goriška, exceto o planalto cársico, que foi incorporado à região estatística Litoral-Carniola Interior. Um novo centro urbano, chamado Nova Gorica ("Nova Gorizia") foi construído entre o final da década de 1940 e o início da década de 1950. A parte italiana passou a fazer parte da região autônoma de Friul-Veneza Júlia, principalmente na província de Gorizia .

## Cultura

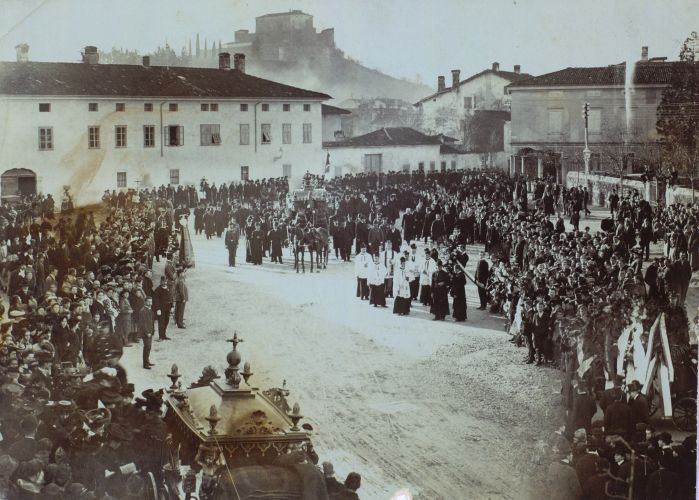
Funeral do poeta esloveno Simon Gregorčič em Gorizia, 1906

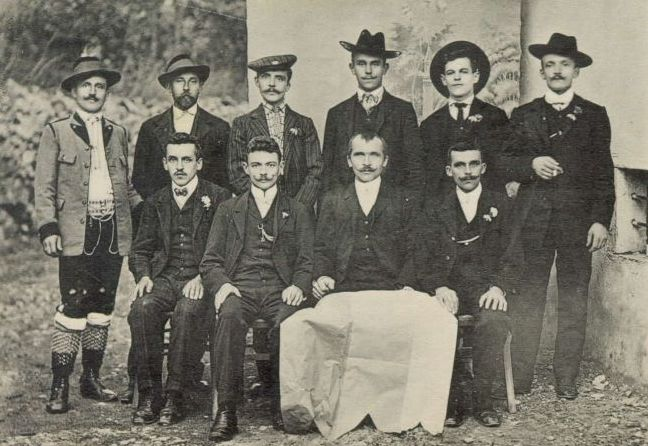
Um coro esloveno na região cársica

O Principado de Gorizia e Gradisca desfrutava de um ambiente multicultural, onde os eslavos, os alemães e os italianos viviam juntos e o governo respeitava o direito das minorias; naquela época era comum as pessoas falarem três ou quatro idiomas. 

### Cultura eslovena
Na segunda metade do século XIX o Principado de Gorizia e Gradisca emergiu como um importante centro da cultura eslovena . No início da década de 1860, o esloveno substituiu o alemão como a principal língua da educação e administração nas partes habitadas pelos eslovenos. Diferentemente da Estíria, Caríntia e até da Carníola, não havia pressão de assimilação contra a cultura eslovena na maior parte de Gorizia-Gradisca, então a cultura eslovena floresceu. Desde a década de 1890, o Ginásio Estadual de Gorizia emergiu como um dos centros educacionais de maior prestígio nas Terras da Eslovênia: várias figuras de destaque nas artes, ciências e política eslovenas no início do século XX receberam educação nesta instituição. Em 1913, o ginásio foi dividido em três partes, sendo o alemão, o italiano e o esloveno o idioma do ensino. A seção eslovena do Ginásio de Gorizia tornou-se, assim, a primeira escola pública, com o esloveno como a língua principal do ensino. 

### Cultura friulana
Durante o século XIX, o principado de Gorizia foi um importante e animado centro da língua friulana. Ao longo do século, muitos livros antigos foram traduzidos em friulano, novas obras foram compostas e várias associações políticas e culturais que promoviam a cultura friulana foram fundadas na região. Isso também se deve ao fato de que mesmo a nobreza usaria a língua normalmente, enquanto, por exemplo, em Údine e em outras cidades das classes mais altas da região central do Friul usava a língua vêneta, porque o friulano era visto como a língua dos camponeses. 
O Principado de Gorizia e Gradisca também foi importante para a língua friulana, porque é o único território em que foi realizado um censo oficial dos falantes de friulano: em 1857, o censo austríaco oficial mostrou 48.841 friulanos, 130.748 eslovenos, 15.134 italianos e 2.150 alemães no condado. Um segundo censo em 1921, realizado logo após a anexação  italiana, teve resultados semelhantes ao censo de 1857. 
Ao longo do século XIX, os friulanos mais instruídos gravitaram em direção à cultura italiana. Uma identidade friulana distinta existia, mas era fraca e não estava bem articulada.   

### Cultura italiana
Durante o século XIX, a cidade de Gorizia foi o único grande centro da cultura italiana na região. No século XVII, o italiano surgiu como uma segunda língua da cultura na cidade, ao lado do alemão. Ao longo do século XVIII e início do século XIX, a cultura italiana floresceu em toda a região. O italiano foi usado como língua de educação e cultura por muitas famílias nobres, bem como nas famílias burguesas eslovenas e alemãs. Vários artistas de renome, foram educados em um ambiente cultural predominantemente italiano.
Na segunda metade do século XIX o crescimento do nacionalismo esloveno  significou um revés significativo para a cultura italiana na região. A maioria das famílias que antes educavam seus filhos em um ambiente cultural italiano mudou para o esloveno. Outra razão para a diminuição da influência cultural italiana foi a unificação do Reino Lombardo-Vêneto ao Reino da Itália em 1866, que reduziu radicalmente a influência da cultura italiana no Império Austríaco e interrompeu o livre intercâmbio cultural entre Gorizia-Gradisca e o norte da Itália. . 
No início do século XX, a língua italiana perdeu a função de língua franca da região. A cidade de Gorizia permaneceu como único centro importante da cultura italiana no principado, embora a porcentagem de falantes de italiano na cidade estivesse em constante declínio e caísse abaixo de 50% em 1910. 

### Cultura alemã
A comunidade de língua alemã representava uma parcela muito pequena da população. Eles estavam concentrados principalmente na cidade de Gorizia, onde representavam cerca de 10% da população total do centro da cidade. No entanto, outros fatores aumentaram a importância da cultura alemã na região. Até o final da Primeira Guerra Mundial, a língua alemã continuou a gozar do prestígio adquirido nos séculos anteriores, quando a grande maioria da alta cultura da região estava ligada à esfera cultural alemã. A maior parte da aristocracia local era multilíngue, mas falava principalmente alemão entre si. Várias famílias nobres importantes residiam no condado e muitas vezes eram importantes colaboradores de artes e literatura. Além disso, o alemão havia servido como língua franca para a comunicação entre os grupos étnicos de língua diferente. Até 1913, a maior parte do ensino médio estava disponível apenas em alemão. 
Na década de 1850, o principado de Gorizia e Gradisca também surgiu como destino turístico da elite da Europa Central. Cidades como Gorizia, Grado, Aquileia, Duino, Aurisina e Most na Soči se tornaram importantes centros turísticos da Riviera Austríaca. Muitas figuras proeminentes, pertencentes ao meio cultural alemão, frequentavam esses lugares, dando uma contribuição importante para a sobrevivência da cultura alemã local. 

## Religião
A grande maioria da população do condado era de denominação católica romana. De acordo com o censo de 1910, havia cerca de 1.400 membros de denominações não-católicas no Principado, que representavam apenas cerca de 0,5% da população total. Entre eles, cerca de 750 pessoas pertenciam a várias denominações como a protestantes(principalmente luteranos), cerca de 340 eram de judeus, cerca de 180 ortodoxos gregos e cerca de 130 eram católicos gregos. 

## Área e população
De acordo com os dados do último censo oficial do Império  Austro-húngaro em 1910, o principado tinha uma área de 2.918 km² e 260.721 habitantes, dos quais cerca de 20% viviam em áreas urbanas (Gorizia, Gradisca, Monfalcone, Cormons, Cervignano, Ronchi, Grado ), cerca de 18% em assentamentos semi-urbanos (Podgora, Aquileia, Staranzano, Solkan, Šempeter, Duino), Ajdovščina, Bovec, Kobarid, Tolmin, Sežana, Kanal ob Soči ) e cerca de 62% nas zonas rurais. Na população urbana, cerca de 21% eram eslovenos étnicos, cerca de 8% alemães étnicos, enquanto o restante era majoritariamente italiano. Na população semi-urbana, cerca de 90% eram eslovenos e 10% italianos e friulanos, enquanto na população rural 30% eram friulanos e cerca de 70% eslovenos. 